# Юнус Озель
Юнус Озель (тур. Yunus Özel; нар. 18 серпня 1987, Сакар'я) — турецький борець греко-римського стилю, срібний призер чемпіонату світу, бронзовий призер чемпіонату Європи.

## Біографія
Боротьбою займається з 1998 року.
Виступає за спортивний клуб Сакар'я Хендек.

## Спортивні результати на міжнародних змаганнях

### Виступи на Чемпіонатах світу
| Змагання                        | Збірна    | Вагова категорія | Місце  |
| ------------------------------- | --------- | ---------------- | ------ |
| Чемпіонат світу з боротьби 2014 | Туреччина | 71 кг            | Срібло |
| Чемпіонат світу з боротьби 2015 | Туреччина | 71 кг            | 15     |
| Чемпіонат світу з боротьби 2016 | Туреччина | 71 кг            | 25     |

### Виступи на Чемпіонатах Європи
| Змагання                         | Збірна    | Вагова категорія | Місце  |
| -------------------------------- | --------- | ---------------- | ------ |
| Чемпіонат Європи з боротьби 2014 | Туреччина | 71 кг            | Бронза |
| Чемпіонат Європи з боротьби 2016 | Туреччина | 71 кг            | 5      |

### Виступи на Європейських іграх
| Змагання              | Збірна    | Вагова категорія | Місце |
| --------------------- | --------- | ---------------- | ----- |
| Європейські ігри 2015 | Туреччина | 71 кг            | 13    |

### Виступи на Кубках світу
| Змагання                    | Збірна    | Вагова категорія | Місце |
| --------------------------- | --------- | ---------------- | ----- |
| Кубок світу з боротьби 2014 | Туреччина | 71 кг            | 5     |
| Кубок світу з боротьби 2015 | Туреччина | 71 кг            | 4     |

## Виступи на інших змаганнях
| Змагання                                                                     | Збірна    | Вагова категорія | Місце  |
| ---------------------------------------------------------------------------- | --------- | ---------------- | ------ |
| Золотий Гран-прі з боротьби 2009                                             | Туреччина | 66 кг            | 20     |
| Турнір Дана Колова — Николи Петрова 2011                                     | Туреччина | 66 кг            | Золото |
| Золотий Гран-прі з боротьби 2011 (Сомбатгей)                                 | Туреччина | 66 кг            | 13     |
| Вогні Москви 2011                                                            | Туреччина | 74 кг            | 4      |
| Турнір Дана Колова — Николи Петрова 2012                                     | Туреччина | 74 кг            | 20     |
| Турнір Вехбі Емре 2014                                                       | Туреччина | 71 кг            | Бронза |
| Турнір Дана Колова — Николи Петрова 2014                                     | Туреччина | 71 кг            | 5      |
| Золотий Гран-прі з боротьби 2014 (Сомбатгей)                                 | Туреччина | 71 кг            | 14     |
| Гран-прі Німеччини з боротьби 2014                                           | Туреччина | 71 кг            | 10     |
| Вогні Москви 2014                                                            | Туреччина | 71 кг            | Срібло |
| Турнір Вехбі Емре 2015                                                       | Туреччина | 71 кг            | Срібло |
| Турнір Дана Колова — Николи Петрова 2015                                     | Туреччина | 71 кг            | 8      |
| Кубок Владислава Пітласинські 2015                                           | Туреччина | 71 кг            | 8      |
| Міжнародний турнір Любомира Івановича-Гедзи 2016                             | Туреччина | 71 кг            | Золото |
| Олімпійський кваліфікаційний турнір з греко-римської боротьби 2016 (Стамбул) | Туреччина | 66 кг            | 16     |
| Турнір Вехбі Емре 2017                                                       | Туреччина | 71 кг            | 15     |
| Турнір Дана Колова — Николи Петрова 2017                                     | Туреччина | 75 кг            | 10     |